# Anthrenus albostictus
Anthrenus albostictus es una especie de escarabajo de piel del género Anthrenus, categorizada en la tribu Anthrenini, de la subfamilia Megatominae. Mide aproximadamente 2 mm de longitud.

## Distribución
Se distribuye por Sudáfrica.

## Taxonomía
Fue descrita por Reitter en 1881.